# Brianola elegans
Brianola elegans är en kräftdjursart som beskrevs av Hamond 1972. Brianola elegans ingår i släktet Brianola och familjen Canuellidae. Inga underarter finns listade i Catalogue of Life.